# Vasily Zhukovsky
Vasily Andreyevich Zhukovsky (em russo:  Василий Андреевич Жуковский, romanizado: Vasiliy Andreyevich Zhukovskiy; Gut Mischenskoje, 29 de janeiro jul./ 9 de fevereiro de 1783 greg. – Baden-Baden, 12 de abril jul./ 24 de abril de 1852 greg.) foi o principal poeta russo dos anos 1810 e uma figura importante na literatura russa na primeira metade do século XIX. Ele ocupou um alto cargo na corte Romanov como tutor da grã-duquesa Alexandra Feodorovna e, mais tarde, de seu filho, o futuro czar-libertador Alexandre II.
É creditada a Zhukovsky a introdução do Movimento Romântico na Rússia. O corpo principal de sua produção literária consiste em traduções livres cobrindo uma gama impressionante de poetas, de antigos como Ferdusi e Homero a seus contemporâneos Goethe, Schiller, Byron e outros. Muitas de suas traduções se tornaram clássicos da literatura russa, melhor escritas e mais duradouras em russo do que em suas línguas originais.

## Vida
Zhukovsky nasceu na aldeia de Mishenskoe, no governadorado de Tula, Império Russo, filho ilegítimo de um proprietário de terras chamado Afanasi Bunin e de sua governanta turca Salkha. A família Bunin tinha uma inclinação literária e cerca de 90 anos depois gerou o escritor modernista vencedor do Prêmio Nobel Ivan Bunin. Embora criado no círculo da família Bunin, o poeta infantil foi formalmente adotado por um amigo da família por razões de propriedade social e manteve seu sobrenome adotado e patronímico pelo resto de sua vida. Aos quatorze anos, ele foi enviado a Moscou para ser educado na Universidade de Moscou. Lá ele foi fortemente influenciado pela maçonaria, bem como pelas tendências literárias da moda do sentimentalismo inglês e do Sturm und Drang alemão. Ele também conheceu Nikolay Karamzin, o proeminente homem de letras russo e o editor fundador do jornal literário mais importante da época, o The Herald of Europe (Вестник Европы).
Em dezembro de 1802, Zhukovsky, de 19 anos, publicou uma tradução livre de Elegy Written in a Country Churchyard, de Thomas Gray, no diário de Karamzin. A tradução foi o primeiro exemplo sustentado de sua marca registrada de estilo sentimental-melancólico, que na época era surpreendentemente original em russo. Isso o tornou tão conhecido entre os leitores russos que em 1808 Karamzin pediu-lhe que assumisse a redação do The Herald of Europe. O jovem poeta usou essa posição para explorar temas, motivos e gêneros românticos - principalmente por meio de tradução.
Zhukovsky foi um dos primeiros escritores russos a cultivar a mística do poeta romântico. Muito de seu trabalho original foi inspirado por sua meia sobrinha Maria "Masha" Protasova, filha de uma de suas várias meia-irmãs, com quem ele teve um caso apaixonado, mas no final das contas platônico. Ele também foi influenciado pelo Romantismo nas cidades medievais hanseáticos de Dorpat e Revel, agora chamadas de Tartu e Tallinn, que haviam sido recentemente trazidas para o Império Russo. A universidade em Dorpat (agora Universidade de Tartu) foi reaberta como a única universidade de língua alemã na Rússia Imperial.
A ascensão de Zhukovsky na corte começou com a invasão de Napoleão em 1812 e com a consequente insurreição do francês como a língua estrangeira favorita da aristocracia russa. Como milhares de outros, Zhukovsky foi voluntário na defesa de Moscou e esteve presente na Batalha de Borodino. Lá ele se juntou ao estado-maior geral russo sob o comando do marechal de campo Kutuzov, que o convocou para trabalhar com propaganda e moral. Depois da guerra, ele se estabeleceu temporariamente na aldeia de Dolbino, perto de Moscou, onde em 1815 experimentou uma explosão de criatividade poética conhecida como Outono Dolbino. Seu trabalho neste período atraiu a atenção da grã-duquesa Alexandra Feodorovna, A mulher de origem alemã do Grão-Duque Nicolau, o futuro czar Nicolau I. Alexandra convidou Zhukovsky a São Petersburgo para ser seu tutor pessoal de russo. Muitas das melhores traduções de Zhukovsky do alemão, incluindo quase todas as suas traduções de Goethe, foram feitas como exercícios práticos de linguagem para Alexandra.
A carreira pedagógica de Zhukovsky o retirou em alguns aspectos da vanguarda da vida literária russa, ao mesmo tempo que o posicionou para se tornar um dos intelectuais mais poderosos da Rússia. Um de seus primeiros atos ao se mudar para São Petersburgo foi estabelecer a sociedade literária jocosa de Arzamas , a fim de promover a estética anti- classicista e de orientação europeia de Karamzin . Os membros do Arzamas incluíam o adolescente Alexander Pushkin, que rapidamente emergiu como seu herdeiro poético. De fato, no início da década de 1820, Pushkin havia ofuscado Zhukovsky em termos de originalidade e brilho de sua obra - mesmo na avaliação do próprio Zhukovsky. No entanto, os dois permaneceram amigos para a vida toda, com o poeta mais velho atuando como mentor literário e protetor na corte.
Grande parte da influência subsequente de Zhukovsky pode ser atribuída a esse dom de amizade. Suas boas relações pessoais com Nicolau pouparam-no do destino de outros intelectuais liberais após a malfadada Revolta Dezembrista de 1825. Pouco depois de Nicolau ascender ao trono, ele nomeou Zhukovsky tutor do tsarevich Alexandre, que mais tarde se tornaria o czar-libertador Alexandre II. Os métodos educacionais progressivos de Zhukovsky influenciaram o jovem Alexandre tão profundamente que muitos historiadores atribuem as reformas liberais da década de 1860, pelo menos parcialmente a eles. O poeta também usou sua alta posição na corte para assumir o comando de escritores de pensamento livre como Mikhail Lérmontov, Alexander Herzen e Taras Shevchenko (Zhukovsky foi fundamental para tirá-lo da servidão), assim como muitos dos dezembristas perseguidos. Com a morte prematura de Pushkin em 1837, Zhukovsky entrou como seu executor literário, não apenas resgatando seu trabalho de uma censura hostil (incluindo várias obras-primas não publicadas), mas também diligentemente coletando e preparando-o para publicação. Ao longo das décadas de 1830 e 1840, Zhukovsky também promoveu a carreira de Nikolai Gogol, outro amigo pessoal próximo. Desta forma, ele atuou como empresário para o desenvolvimento do Movimento Romântico Russo.
Como seu mentor Karamzin, Zhukovsky viajou muito pela Europa, principalmente pelo mundo de língua alemã, onde suas conexões com a corte prussiana em Berlim lhe deram acesso à alta sociedade em cidades termais como Baden-Baden e Bad Ems. Ele também conheceu e se correspondeu com figuras culturais de classe mundial como Goethe, o poeta Ludwig Tieck e o paisagista Caspar David Friedrich. Em 1841, Zhukovsky se aposentou da corte e se estabeleceu perto de Düsseldorf, onde se casou com Elisabeth von Reutern, a filha de 18 anos de Gerhardt Wilhelm von Reutern, um amigo artista. O casal teve dois filhos, uma menina chamada Alexandra e um menino chamado Pavel. Alexandra mais tarde teve um caso muito falado com o grão-duque Alexei Alexandrovich.
Zhukovsky morreu em Baden-Baden em 1852, aos 69 anos. Seu corpo foi devolvido a São Petersburgo e enterrado na Lavra Alexander Nevsky. Sua cripta pode ser encontrada logo atrás do monumento a Dostoiévski.